# Latinizzazione riveduta della lingua coreana
La latinizzazione riveduta della lingua coreana (로마자?, romaja; dal nome completo: 국어의 로마자 표기법?, gug-eo-ui romaja pyogibeop, lett. "Notazione in lettere romane della lingua nazionale") è il sistema di traslitterazione ufficiale della Corea del Sud, pubblicato dal Ministero della Cultura e del Turismo della Corea nell'anno 2000 come sostituto del precedente sistema ufficiale basato sulla latinizzazione McCune-Reischauer. Il nuovo sistema è simile a quello usato prima del 1984, salvo che il precedente non rappresentava fedelmente la variazione della pronuncia di alcune consonanti secondo la loro posizione all'interno della parola, ed elimina i segni diacritici a favore dei digrammi, aderendo più strettamente alla fonologia coreana che a una suggestiva interpretazione della fonetica coreana per i non madrelingua.
La latinizzazione riveduta si limita esclusivamente ai simboli alfabetici latini (ISO) senza accenti o tildi, a eccezione del trattino, il cui uso è di solito opzionale e poco frequente. È stata sviluppata dall'Istituto nazionale per la lingua coreana nel 1995 e pubblicata il 7 luglio 2000 dal Ministero della Cultura e del Turismo della Corea della Corea del Sud. Tra le ragioni addotte per l'adozione del nuovo sistema senza segni diacritici si trovano le seguenti:
- Ricorrendo unicamente a lettere e simboli latini, è più pratico il suo uso tramite i computer, mentre l'uso di apostrofi, accenti e accenti brevi del sistema McCune-Reischauer può risultare problematico o scomodo in ambito informatico.
- Fornisce una latinizzazione coerente da parte di locutori madrelingua coreani, poiché riflette meglio alcune caratteristiche importanti della lingua.
- Evita le confusioni derivanti dalla tendenza a omettere gli apostrofi e i segni diacritici.
- Rende possibile la registrazione di nomi di dominio di internet in coreano, nei quali possono essere usati solo caratteri ASCII di tipo semplice.

## Caratteristiche
Alcune caratteristiche notevoli della latinizzazione riveduta sono:
- Le sillabe hangul 어 e 으 sono digrammi formati da due vocali: eo ed eu rispettivamente, invece di ŏ e ŭ come nel sistema McCune-Reischauer.
- ㅝ si latinizza come wo e ㅢ come ui.
- A differenza del sistema McCune-Reischauer, le consonanti aspirate (ㅋ, ㅌ, ㅍ, ㅊ) non si segnano con apostrofi, bensì si latinizzano come k, t, p e ch rispettivamente. Le consonanti non aspirate corrispondenti (ㄱ, ㄷ, ㅂ, ㅈ) si latinizzano con lettere che in inglese sono consonanti sonore: g, d, b e j.
- ㅅ si latinizza sempre come s se precede una vocale o una semivocale, mai come sh eccetto quando si sta traslitterando.
- ㄹ equivale a r quando precede una vocale o semivocale, e a l nel resto dei casi: 리을 → rieul, 철원 → Cheorwon, 울릉도 → Ulleungdo, 발해 → Balhae. Come nel sistema McCune-Reischauer, ㄴ si latinizza come l quando è pronunciata come una consonante laterale invece di una consonante nasale: 전라북도 → Jeollabuk-do

Altre regole e raccomandazioni sono le seguenti:
- Il trattino si può impiegare nei casi in cui la latinizzazione di una sillaba possa risultare ambigua e confondersi con un'altra: 장음 → jang-eum in contrapposizione a 잔금 → jan-geum. Tuttavia, poche pubblicazioni ufficiali lo usano.
- Si deve però usare il trattino nelle traslitterazioni per segnalare l'esistenza del carattere ㅇ al principio di una sillaba (esprime assenza di suono davanti a una vocale), eccetto se questo appare al principio della parola: 없었습니다 → eobs-eoss-seumnida, 외국어 → oegug-eo, 애오개 → Ae-ogae.
- Seguendo la consuetudine, è consentito separare le sillabe dei nomi propri coreani con un trattino: 강홍립 → Gang Hongrip o Gang Hong-rip, 한복남 → Han Boknam o Han Bok-nam
- Le sillabe che si riferiscono a unità amministrative territoriali coreane, come per esempio do (unità equivalente a una provincia) si devono separare con il trattino: 강원도 → Gangwon-do. Allo stesso modo, a volte si possono omettere alcune di queste sillabe (come 시, 군 o 읍): 평창군 → Pyeongchang-gun o Pyeongchang, 평창읍 → Pyeongchang-eup o Pyeongchang.
- Tuttavia, nomi geografici o di strutture artificiali non vogliono il trattino: 설악산 → Seoraksan, 해인사 → Haeinsa.
- I nomi propri vogliono l'iniziale maiuscola.

## Regole di trascrizione

### Vocali
| ㅏ | ㅐ | ㅑ | ㅒ  | ㅓ | ㅔ | ㅕ  | ㅖ | ㅗ | ㅘ | ㅙ  | ㅚ | ㅛ | ㅜ | ㅝ | ㅞ | ㅟ | ㅠ | ㅡ | ㅢ | ㅣ |
| -- | -- | -- | --- | -- | -- | --- | -- | -- | -- | --- | -- | -- | -- | -- | -- | -- | -- | -- | -- | -- |
| a  | ae | ya | yae | eo | e  | yeo | ye | o  | wa | wae | oe | yo | u  | wo | we | wi | yu | eu | ui | i  |

### Consonanti
| Hangŭl         | Hangŭl         | ㄱ | ㄲ | ㄴ | ㄷ | ㄸ | ㄹ | ㅁ | ㅂ | ㅃ | ㅅ | ㅆ | ㅇ | ㅈ | ㅉ | ㅊ | ㅋ | ㅌ | ㅍ | ㅎ |
| Latinizzazione | Inizio sillaba | g  | kk | n  | d  | tt | r  | m  | b  | pp | s  | ss | -  | j  | jj | ch | k  | t  | p  | h  |
| Latinizzazione | Fine sillaba   | k  | k  | n  | t  | -  | l  | m  | p  | -  | t  | t  | ng | t  | -  | t  | k  | t  | p  | t  |

La latinizzazione riveduta trascrive certi cambiamenti fonetici (in particolare le assimilazioni) che avvengono con alcune combinazioni di una consonante in finale di sillaba con quella iniziale della sillaba seguente, che però non sono da applicare nei nomi propri: 정석민 → Jeong Seokmin o Jeong Seok-min, 최빛나 → Choe Bitna o Choe Bit-na. I cambiamenti significativi sono evidenziati:
|                     | Iniziale seguente → | ㅇ    | ㄱ  | ㄴ     | ㄷ  | ㄹ     | ㅁ  | ㅂ  | ㅅ  | ㅈ  | ㅊ   | ㅋ  | ㅌ  | ㅍ  | ㅎ        |
| Finale precedente ↓ |                     |       | g   | n      | d   | r      | m   | b   | s   | j   | ch   | k   | t   | p   | h         |
| ------------------- | ------------------- | ----- | --- | ------ | --- | ------ | --- | --- | --- | --- | ---- | --- | --- | --- | --------- |
| ㄱ                  | k                   | g     | kg  | ngn    | kd  | ngn    | ngm | kb  | ks  | kj  | kch  | k-k | kt  | kp  | kh, k     |
| ㄴ                  | n                   | n     | n-g | nn     | nd  | ll, nn | nm  | nb  | ns  | nj  | nch  | nk  | nt  | np  | nh        |
| ㄷ                  | t                   | d, j  | tg  | nn     | td  | nn     | nm  | tb  | ts  | tj  | tch  | tk  | t-t | tp  | th, t, ch |
| ㄹ                  | l                   | r     | lg  | ll, nn | ld  | ll     | lm  | lb  | ls  | lj  | lch  | lk  | lt  | lp  | lh        |
| ㅁ                  | m                   | m     | mg  | mn     | md  | mn     | mm  | mb  | ms  | mj  | mch  | mk  | mt  | mp  | mh        |
| ㅂ                  | p                   | b     | pg  | mn     | pd  | mn     | mm  | pb  | ps  | pj  | pch  | pk  | pt  | p-p | ph, p     |
| ㅅ                  | t                   | s     | tg  | nn     | td  | nn     | nm  | tb  | ts  | tj  | tch  | tk  | t-t | tp  | th, s     |
| ㅇ                  | ng                  | ng-   | ngg | ngn    | ngd | ngn    | ngm | ngb | ngs | ngj | ngch | ngk | ngt | ngp | ngh       |
| ㅈ                  | t                   | j     | tg  | nn     | td  | nn     | nm  | tb  | ts  | tj  | tch  | tk  | t-t | tp  | th, t, ch |
| ㅊ                  | t                   | ch    | tg  | nn     | td  | nn     | nm  | tb  | ts  | tj  | tch  | tk  | t-t | tp  | th, t, ch |
| ㅌ                  | t                   | t, ch | tg  | nn     | td  | nn     | nm  | tb  | ts  | tj  | tch  | tk  | t-t | tp  | th, t, ch |
| ㅎ                  | t                   | h     | k   | nn     | t   | nn     | nm  | p   | hs  | ch  | tch  | tk  | tt  | tp  | t         |

## Uso
Il governo incoraggia l'impiego della latinizzazione riveduta per i nomi e i marchi commerciali, ma senza imporla. Tutti i manuali di insegnamento del coreano hanno dovuto applicarla a partire dal 28 febbraio 2002. Tra i quotidiani pubblicati in lingua inglese in Corea del Sud, l'ha adottata per primo il The Korea Herald, seguito solo nel 2006 dal The Korea Times.
La Corea del Nord continua ad usare una versione locale del sistema McCune-Reischauer, che fu il metodo di trascrizione ufficiale in Corea del Sud dal 1984 al 2002. Molti specialisti di coreano, in Corea come fuori, usano ancora il sistema McCune-Reischauer, sebbene certi adoperino anche un sistema sviluppato presso l'Università di Yale (la cosiddetta latinizzazione Yale).